# André Berthon
Pour les articles homonymes, voir Berthon.
André Berthon est un homme politique français né le 21 juillet 1882 à Libourne et décédé le 16 novembre 1968 à Paris 5e.

## Biographie
Avocat à la cour d'Appel de Paris, il milite au Parti socialiste unifié. Il est député de la Seine de 1919 à 1932, d'abord inscrit au groupe SFIO, puis au groupe communiste. Le PCF ne lui ayant pas donné d'investiture en 1932, il ne se représente pas et rompt peu après avec lui, reprenant ses activités d'avocat. Il est nommé conseiller municipal de Paris sous le régime de Vichy en 1943-1944.

## Décorations
- Chevalier de la Légion d'honneur en 1936[2]

## Sources
- « André Berthon », dans le Dictionnaire des parlementaires français (1889-1940), sous la direction de Jean Jolly, PUF, 1960 [détail de l’édition]